# Корінн Клері
Корінн Клері ((фр. Corinne Cléry), справжнє ім'я Корінн Пікколо (фр. Corinne Piccolo); нар. 23 березня 1950, Сен-Жермен-ан-Ле) — французька акторка кіно і телебачення.

## Біографія
Клері народилася поблизу Парижа у родині італійських емігрантів. Почала кар'єру акторки наприкінці 1960-х під псевдонімом Корінн Клері. Першим важливим для неї фільмом стала картина режисера Жоеля Ле-Муана «Красуньки» з Джонні Голлідеєм і Юбером Вейафом, з яким вона одружилася після закінчення зйомок у віці 17 років.
Популярність до Клері прийшла після зйомок у французькій еротичній драмі «Історія О» (1975). Також вона позувала для обкладинки французького журналу «Lui» з копією книги в руках.
Клері також відома як «дівчина Бонда» Корін Дюфор у фільмі «Місячний гонщик». Більшість її наступних фільмів були зняті в Італії італійською мовою.

## Фільмографія
- 1967 : Les Poneyttes Joël Le Moigné : Poneytte
- 1973 : Il sergente Rompiglioni Giuliano Biagetti : Figlia del colonelle
- 1975 : Історія О (Histoire d'O) Жуст Жакен : O
- 1976 : E Tanta paura (Паоло Кавара) : Jeanne
- 1976 : Striptease Germán Lorente : Anne
- 1976 : Блеф (Серджо Корбуччі)
- 1976 : Le Bataillon en folie (Sturmtruppen) Salvatore Samperi
- 1976 : Allô... Madame (Natale in casa d'appuntamento) Armando Nannuzzi
- 1977 : La Proie de l'autostop (Autostop Rosso Sangue) (Паскуале Феста Кампаніле) : Eve
- 1977 : Tre tigri contro tre tigri Серджо Корбуччі і Стено
- 1977 : Kleinhoff Hotel Carlo Lizzani
- 1978 : Sono stato un agente C.I.A. Romolo Guerrieri : Anne Florio
- 1979 : Місячний гонщик Lewis Gilbert : Corinne Dufour
- 1979 : i viaggiatori della sera : Ortensia
- 1979 : L'Humanoïde (L'umanoide) Aldo Lado : Barbara Gibson
- 1980 : Eroina Massimo Pirri : Pina
- 1980 : Odio le bionde : Angelica
- 1981 : L'ultimo harem : Sara
- 1983 : Yor, le chasseur du futur (Yor, the Hunter from the Future) : Ka-Laa
- 1984 : Giochi d'estate : Lisa Donelli
- 1986 : Il miele del diavolo : Carol Simpson
- 1986 : Yuppies; i giovani di successo : Francesca
- 1986 : Via Montenapoleone : Chiara
- 1987 : Rimini, Rimini, - un anno dopo : Carla Formigoni
- 1988 : La partita : Jacqueline
- 1990 : Vacanze di Natale '90 : Alessandra
- 1990 : Occhio alla perestrojka : Angela Bonetti
- 1992 : Non chiamarmi Omar : Luisa Tavoni
- 1994 : Donna di cuori : Vania
- 1995 : Le Roi de Paris : Betty Favert
- 2000 : Alex l'ariete : Ernestina
- 2007 : Il peso dell'aria : Anna
- 2008 : Ti stramo : Nonna